# Initiativprisen
Initiativprisen er en dansk teaterpris, der årligt uddeles til en scenisk nyskabelse eller et særligt initiativ i dansk scenekunst, som udvælges og overrækkes af Foreningen Danske Teaterjournalister. Prisen blev indstiftet i 1981. Pengene, der følger med prisen, doneres af Kulturministeriet.

## Modtagere af Initiativprisen
- 1989 - Teatergruppen Dr. Dante
- 1991 - Taastrup Teater for deres publikumsinddragende børneteater
- 1995 - Mungo Park
- 1996 - Teater Får302
- 1997 - Odsherred Egnsteater
- 1998 - Kaleidoskop
- 1999 - Jesper Kongshaug
- 2001 - Teatergruppen Grob
- 2002 - Turnéprojektet Danserotation for dets moderne danseforestillinger fortrinsvis i København
- 2003 - Betty Nansen Teatret
- 2007 - Alette Scavenius for at stå bag det første danske teaterleksikon
- 2016 - Peter Schrøder, Lars Sennels og Hjørring Kommune for at have taget initiativ til det nye Vendsyssel Teater
- 2017 - Teaterøen for at have skabt et aktivt, udadvendt og rummeligt sted for egne og andres forestillinger og eksperimenter
- 2018 - Trine Holm Thomsen og Aarhus Teater for med stor succes at have fornyet teatrets profil
- 2019 - Teatergrad for deres serie af børneteaterforestillinger “… i børnehøjde” i 2016-2019
- 2020 - Teatergruppen Hils Din Mor for deres indsats med LGBTI+-teater for unge
- 2021 - København Danser for etableringen af en ny, international dansefestival i København
- 2022 - Bæredygtig Scenekunst NU
- 2023 - Blaagaard Teater for deres stærke og vellykkede transformation som lokalt teater under nyt navn
- 2024 - Art & Activism under Roskilde Festival for deres danse- og performance-program under festivalen